# 韓神大学校
韓神大学校（ハンシンだいがっこう、英称: Hanshin University）は、京畿道烏山市陽山洞に本部を置く大韓民国の私立大学である。1950年に設置された。

## 歴史
韓神大学校は1940年4月、ソウルの仁寺洞に設立した朝鮮神学校が始まり。初代校長には金大賢が就任する。
1950年、朝鮮神学校は韓国神学大学に校名が変更される。1954年には大学院が設置される。1958年、ソウル特別市水踰里に新キャンパスが完成し、移転する。1979年、京畿道華城郡烏山邑（現在の烏山市）陽山洞に移転し、1980年、大学に改編され、韓神大学と改名される。
1992年、韓神大学は韓神大学校に改名される。

## 組織

### 学部
- 神学大学
  - 神学科　キリスト教教育科
- 人文大学
  - 国語国文学科　韓国史学科　英語英文学科　独語独文学科　哲学科　宗教文化学科　文芸創作学科
- 中国文化情報学部
  - 中国文化情報学部
- 社会科学大学
  - 国際関係学部　経済学科　社会福祉学科　リハビリ学科　中国地域学科　日本地域学科　社会学科
- 経商大学
  - 国際経済学科　経営学科　観光広報学科　e-ビジネス学科
- 情報科学大学
  - 数学科　情報統計学科　特殊体育学科
- 工科大学
  - コンピュータ工学部　情報通信学科

### 大学院
- 一般大学院
  - 神学科　キリスト教教育科　国史学科　哲学科　リハビリ学科　宗教文化学科　国語教育科　英語英文学科　独語独文学科　社会福祉学科　経済学科　経営学科　日本学科
  - コンピュータ工学科　情報通信学科　特殊体育学科
  - （協同課程）映像文化学科　国家と市民社会　労働政策及び社会政策　記録管理学
- 神学大学院
  - 神学科
- 文芸創作大学院
  - 詩専攻　小説専攻　ドラマ専攻　文学批評専攻
- 社会福祉実践大学院
  - 社会福祉実践専攻　政策分析・機関行政専攻　リハビリ及び地域福祉専攻　児童及び家族福祉専攻　青少年学校社会福祉専攻　老人浮くし専攻　障害者福祉専攻　キリスト教社会福祉専攻
- 教育大学院
  - 国語教育専攻　英語教育専攻　国民倫理教育専攻　歴史教育専攻　数学専攻　コンピュータ教育専攻　体育教育専攻　教育行政専攻　日本語教育専攻　教育相談専攻
- 国際平和人権大学院
- スポーツリハビリ科学大学院

## 学術交流協定

### 海外
日本
- 駿河台大学
- 九州情報大学

中国
- 上海大学
- 北京語言大学
- 吉林省社会科学院
- 山東師範大学
- 蘇州大学
- 大連外国語大学
- 北京大学
- 南京大学
- 中国海洋大学
- 延辺大学
- 華東師範大学
- 北京化工大学

台湾
- 長栄大学

アメリカ
- The McCormick Theological Seminary

カナダ
- Victoria University in the University of Toronto

ニュージーランド
- ワイカト大学

ドイツ
- フンボルト大学ベルリン
- ルプレヒト・カール大学ハイデルベルク
- Missionsakademie an der Univ. Hamburg

フランス
- Faculte libre de Theologie Protestante de Paris

ロシア
- Russian State University for the Humanities
- Moscow State Pedagogical University

ハンガリー
- Reformed Church in Hungary

ブラジル
- The Methodist University of Sao Paulo in Brazil

スウェーデン
- ルンド大学

インド
- Manipal Academy of Higher Education

フィリピン
- Miriam College

ウズベキスタン
- Tashkent Institute of Oriental Studies

インドネシア
- Maranatha Christian University